# 6587 Brassens
A 6587 Brassens (ideiglenes jelöléssel 1984 WA4) a Naprendszer kisbolygóövében található aszteroida. CERGA fedezte fel 1984. november 27-én.